# 185 Eunike
Eunice o 185 Eunike è un asteroide della fascia principale del diametro medio di circa 157,51 km. Scoperto nel 1878, presenta un'orbita caratterizzata da un semiasse maggiore pari a 2,7387639 UA e da un'eccentricità di 0,1271839, inclinata di 23,22331° rispetto all'eclittica.
Il suo nome è dedicato alla ninfa Eunice, una delle Nereidi.